# Helianthus verticillatus
Helianthus verticillatus là một loài thực vật có hoa trong họ Cúc. Loài này được E.Watson mô tả khoa học đầu tiên.